# برايان موراي
برايان موراي (بالإنجليزية: Brian Murray)‏ هو لاعب قذف أيرلندي، ولد في 6 سبتمبر 1984 في Patrickswell ‏ في جمهورية أيرلندا.